# Дворец грекокатолических митрополитов (Львов)
Дворец грекокатолических митрополитов — памятник архитектуры во Львове (Украина). Находится на площади Святого Юра, 5, напротив Святоюрского собора. Образец дворцовой архитектуры второй половины XVIII века, сочетающей позднее барокко с элементами классицизма.

## История
Палаты грекокатолических митрополитов были построены в 1761—1762 годах по проекту архитектора К. Фессингера на месте деревянного дворца второй половины XVI века. В начале XIX века митрополичьи палаты реставрировались. Перед их западным фасадом был заложен митрополичий сад и цветник, окруженные стеной. Здание дворца замыкает с востока парадный двор.
Здание стоит отдельно, оно кирпичное, двухэтажное, прямоугольное в плане, вытянутое с севера на юг. Крыша четырёхскатная.
Фасады акцентированы ризалитами: центральный ризалит оформлен портиком и завершён фронтоном с гербом в тимпане, боковые ризалиты декорированы пилястрами. Плоские пилястры, завершённые лепными гирляндами, а также использование ваз, венчающих углы фронтона и люкарн, характерны для архитектора К.Фессингера.
Внутренняя планировка здания — анфиладная. В интерьере сохранились фрагменты настенной живописи XVIII века, выполненной художниками С. Градолевским и С.Угницким.
С восстановлением деятельности униатской церкви в 1991 году дворец снова стал резиденцией митрополита — кардинала Мирослава Любачевского. Возле входа установлена мемориальная плита митрополиту Андрею Шептицкого (скульптор Ярослав Мотыга, 1991). Дворец был резиденцией римского папы Иоанна Павла ІІ во время его визита во Львов в 2001 году.